# Municipio de Prairie (condado de Shelby)
El municipio de Prairie (en inglés: Prairie Township) es un municipio ubicado en el condado de Shelby en el estado estadounidense de Illinois. En el año 2010 tenía una población de 1247 habitantes y una densidad poblacional de 8,89 personas por km².

## Geografía
El municipio de Prairie se encuentra ubicado en las coordenadas 39°16′51″N 88°38′17″O / 39.28083, -88.63806. Según la Oficina del Censo de los Estados Unidos, el municipio tiene una superficie total de 140.26 km², de la cual 140,26 km² corresponden a tierra firme y (0 %) 0 km² es agua.

## Demografía
Según el censo de 2010, había 1247 personas residiendo en el municipio de Prairie. La densidad de población era de 8,89 hab./km². De los 1247 habitantes, el municipio de Prairie estaba compuesto por el 98,72 % blancos, el 0,16 % eran amerindios, el 0,48 % eran asiáticos, el 0,08 % eran isleños del Pacífico, el 0,32 % eran de otras razas y el 0,24 % eran de una mezcla de razas. Del total de la población el 0,4 % eran hispanos o latinos de cualquier raza.